# Transsion

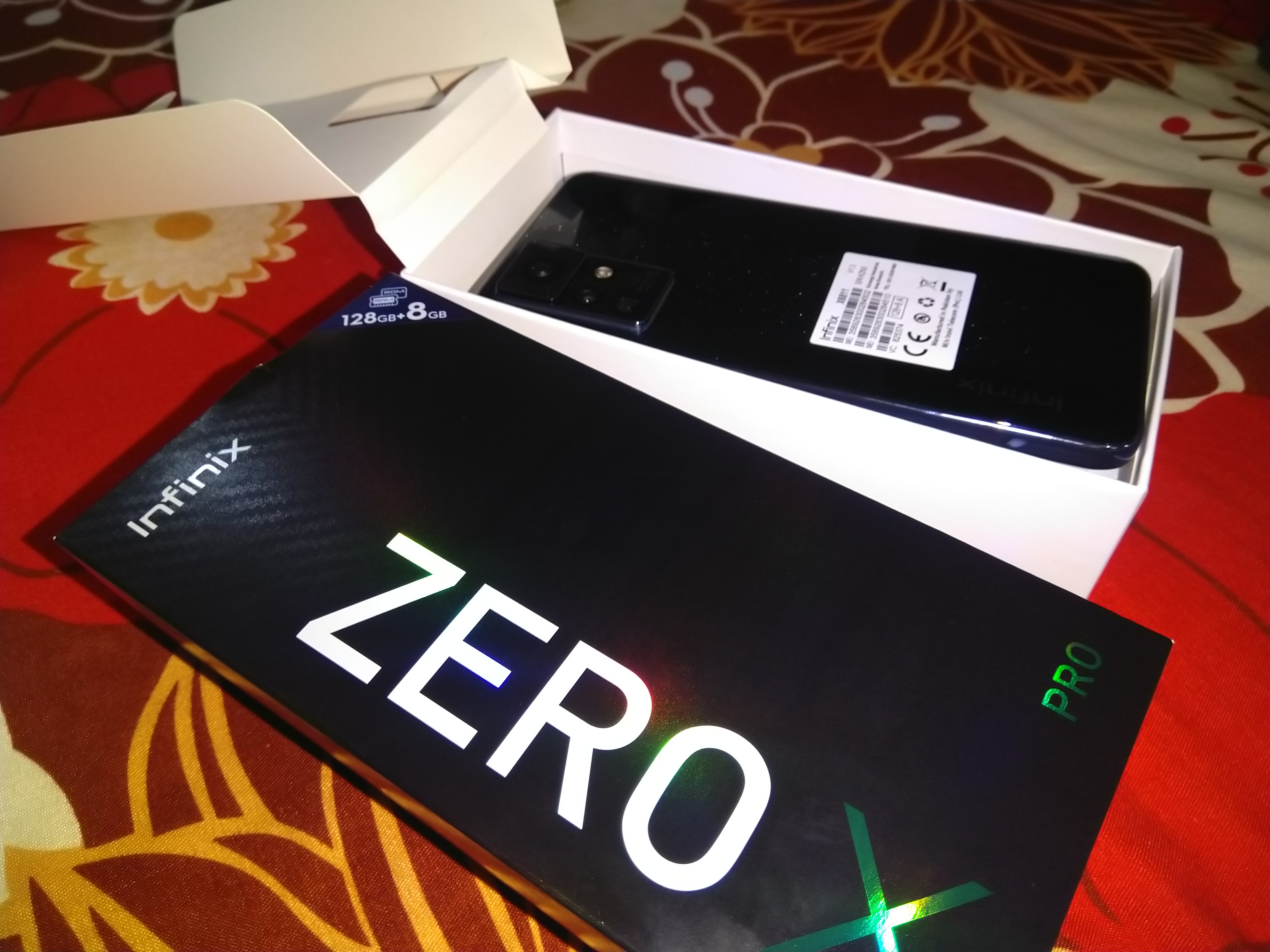
Smartfon Infinix Zero X Pro

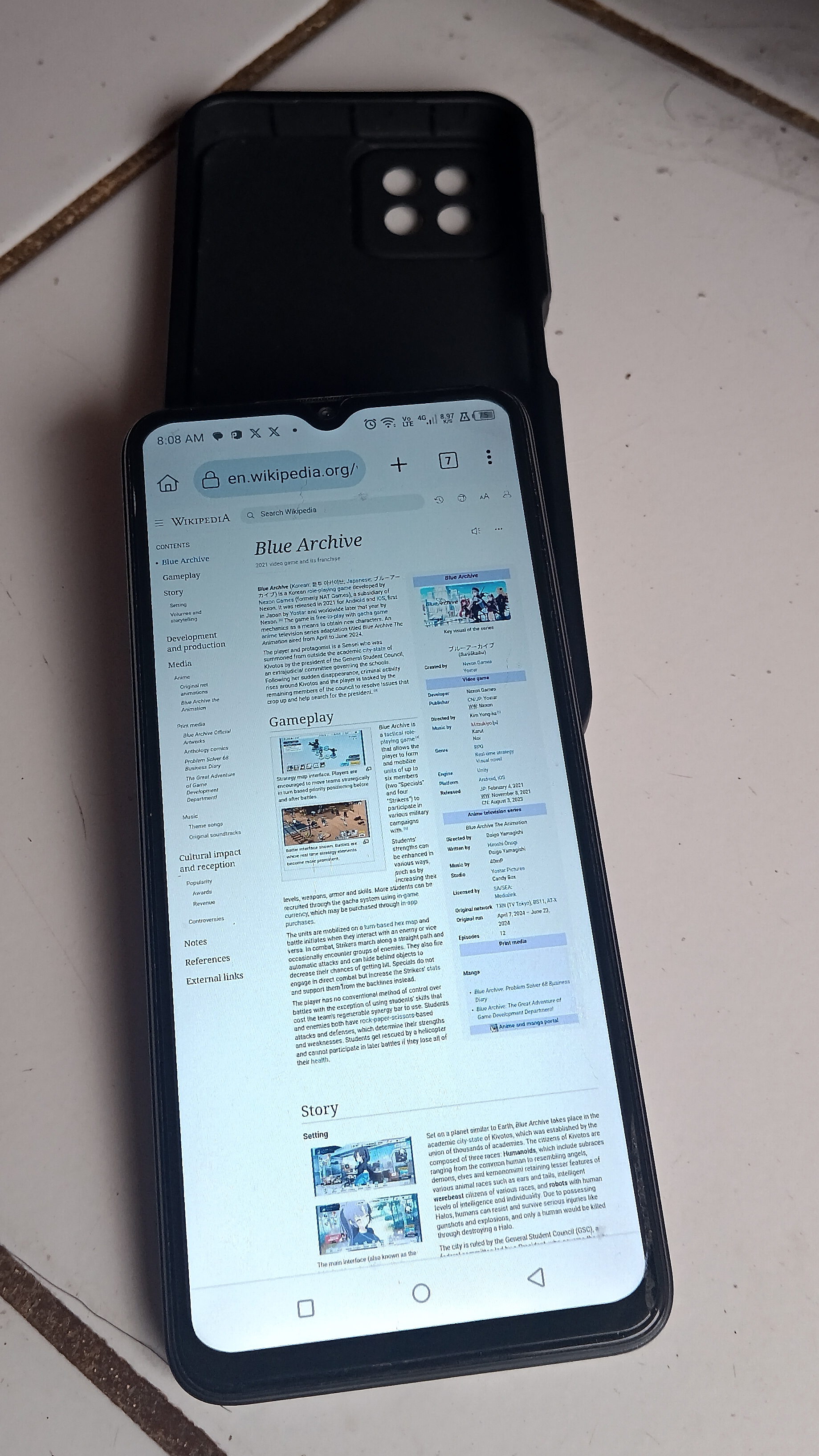
Smartfon Itel S23

Shenzhen Transsion Holdings Co., Ltd. (chiń. 深圳传音控股股份有限公司) – chińskie przedsiębiorstwo elektroniczne, zajmujące się przede wszystkim produkcją urządzeń mobilnych. Zostało założone w 2006 roku w Hongkongu (wówczas jako Tecno Telecom), a swoją siedzibę ma w Shenzhen (prowincja Guangdong).
Oferta przedsiębiorstwa obejmuje m.in. telefony komórkowe (smartfony) oraz akcesoria mobilne, w tym słuchawki, ładowarki i powerbanki, a także urządzenia ubieralne.
Do Transsion należą marki urządzeń mobilnych Tecno, Itel i Infinix oraz marki elektroniczne Oraimo (akcesoria mobilne, elektronika użytkowa) i Syinix (sprzęt AGD i RTV).
Przedsiębiorstwo skoncentrowało swoją działalność na rynkach wschodzących w Afryce oraz w Azji Południowej i Południowo-Wschodniej, na Bliskim Wschodzie i w Ameryce Łacińskiej. W początkowych latach aktywności Transsion skierował się na rynki południowoazjatyckie. Producent działał wówczas jako ODM, wytwarzając telefony komórkowe sprzedawane pod różnymi markami lokalnymi. W 2008 roku przedsiębiorstwo rozpoczęło działalność w Nigerii i od tego momentu skupiło się na krajach Afryki Subsaharyjskiej. Transsion postawił na produkcję telefonów komórkowych dostosowanych do potrzeb użytkowników w Afryce (wcześnie wyposażonych w funkcję dual SIM, z aparatami dostrojonymi do afrykańskich cech twarzy). Według danych International Data Corporation (IDC) w ostatnim kwartale 2019 roku przedsiębiorstwo miało ponad 40-procentowy udział w sprzedaży smartfonów na rynku afrykańskim. W 2022 i 2023 dwie marki Transsion (Tecno i Infinix) weszły do Polski i Czech. 